# Омар Инги Магнуссон
Омар Инги Магнуссон (англ. Ómar Ingi Magnússon; род. 12 марта 1997 года) — исландский гандболист, выступает за немецкий гандбольный клуб «Магдебург» и сборную Исландии.

## Карьера

### Клубная
Омар Инги Магнуссон с 2013 года выступал за мужскую команду «Селфосс». Летом 2014 года он перешёл в более именитый исландский клуб «Валюр Рейкьявик». С «Валюром» он выиграл Кубок Исландии в 2016 году.
Летом 2016 года полусредний игрок Магнуссон подписал контракт с датским клубом первого дивизиона «Орхусом». С сезона 2018/19 годов он стал выступать за ещё один датский гандбольный клуб первого дивизиона «Ольборг». В составе «Ольборга» выиграл Кубок Дании в 2018 году и чемпионат Дании в 2019 и 2020 годах.
В сезоне 2020/21 годоа перешёл в немецкий клуб Бундеслиги СК Магдебург. С «Магдебургом» выиграл Лигу Европы EHF 2021 года и Суперглобус IHF 2021 года, а также стал лучшим бомбардиром гандбольной бундеслиги 2020/21 годов. В 2022 году стал чемпионом Германии.

### Международная карьера в сборной
Омар Инги Магнуссон завоевал бронзовую медаль в составе молодёжной сборной Исландии на чемпионате мира 2015 года среди юношей до 19 лет. Он также занял третье место в списке лучших бомбардиров турнира.
С 2016 года является членом национальной сборной Исландии. Со своей командой он принял участие в чемпионате мира 2017 года во Франции, 2019 года в Дании и Германии и 2021 года в Египте, а также в чемпионатах Европы 2018 и 2022 годов. Он пропустил чемпионат Европы 2020 года из-за травмы (сотрясения головного мозга).